# Lawrence Keppie
Lawrence John Forbes Keppie (* 26. Dezember 1947 in Johnstone) ist ein britischer Althistoriker und provinzialrömischer Archäologe.
Laurence Keppie besuchte die Coatbridge High School und studierte anschließend 1967 bis 1969 bei Andrew Robert Burn an der University of Glasgow. Danach ging er an die University of Oxford, wo er 1979 seine Dissertation über Veteranen in der Gesellschaft Italiens in der frühen Kaiserzeit einreichte und promoviert wurde. Seine Zeit in Oxford wurde unterbrochen durch ein Jahr an der British School at Rome. Ab Anfang 1973 war Keppie neben der Arbeit an seiner Promotion Assistenzkurator am Hunterian Museum der Universität Glasgow. Dort war er für den Rest seiner Berufslaufbahn tätig und stieg zum Senior Curator auf. Ab 1999 war er zudem Professor für römische Geschichte und Archäologie an der Universität Glasgow. Im Jahr 2003 ließ er sich vorzeitig in den Ruhestand versetzen und konzentrierte sich auf seine Forschungs- und Publikationstätigkeit. Während seiner Karriere in Glasgow verbrachte Keppie Forschungsaufenthalte an der British School at Rome (als Hugh Last Fellow 1996), am Institute for Advanced Study in Princeton und als Gastprofessor an der University of British Columbia.
Keppie ist gewähltes Mitglied der Society of Antiquaries of Scotland (seit 1971), der Society of Antiquaries of London (seit 1978) und der Royal Society of Edinburgh (seit 1995).

## Veröffentlichungen (Auswahl)
- Excavation of Roman Sites at Dullatur and Westerwood, 1974–6. In: Glasgow Archaeological Journal. Jahrgang 1978, S. 9–18 (Digitalisat).
- Roman Distance Slabs from the Antonine Wall. A Brief Guide. Hunterian Museum, Glasgow 1979, ISBN 0-904254-02-X.
- Colonisation and veteran settlement in Italy 47–14 B.C. British School at Rome, London 1983.
- The Making of the Roman Army. University of Oklahoma Press, Norman 1984.
- Understanding Roman Inscriptions. Psychology Press, Hove 1991.
- Legions and Veterans. Roman Army Papers 1971–2000. Steiner, Stuttgart 2000.
- The making of the Roman army. From republic to empire. Routledge, London 2002.
- William Hunter and the Hunterian Museum in Glasgow, 1807–2007. Edinburgh University Press, Edinburgh 2007.